# Shimada Yusuke
Yusuke Shimada (sinh ngày 19 tháng 1 năm 1982) là một cầu thủ bóng đá người Nhật Bản.

## Sự nghiệp câu lạc bộ
Yusuke Shimada đã từng chơi cho Omiya Ardija, Thespa Kusatsu, Sagan Tosu, Tokushima Vortis và Gangwon FC.